# Ladislav Nádaši-Jégé
Ladislav Nádaši-Jégé (vlastním jménem MUDr. Ladislav Nádaši, pseudonymy Dr. Ján Grob, Jégé a j.) (12. února 1866 Dolný Kubín – 2. července 1940 Dolný Kubín, Slovenský štát) byl slovenský lékař, novinář a spisovatel-prozaik.

## Život
Pocházel z advokátské rodiny. Vzdělání získal v Kežmarku, Ružomberku, Gyöngyösi a v Levoči, později pokračoval ve studiu na lékařské fakultě v Praze. Téměř celý svůj život prožil jako lékař v Dolnom Kubíně. Byl také aktivním spolupracovníkem a hlavním redaktorem novin Naša Orava, později odpovědným redaktorem Oravy.
Na počátku 20. let byl členem Slovenské národní a rolnické strany (SNaRS) a v březnu 1920 se uvádělo, že za ni bude kandidovat v parlamentních volbách v roce 1920 do senátu.
Koncem 30. let se jeho zdraví prudce zhoršilo, politické události ovlivnily jeho zdravotní stav. Po vzniku Slovenského státu v roce 1939 se jeho dcera s rodinou musela vystěhovat do Protektorátu, její manžel byl Čech. Nikdy se z toho nevzpamatoval a krátce nato zemřel na srdeční zástavu. Je pochovaný na Historickom cintoríne v Dolním Kubíně.

## Tvorba a myšlení
Jeho první literární díla vznikla v době jeho lékařských studií. V tomto období se také stal aktivním členem spolku Detvan, který podporoval jeho literární aktivity. Svá díla uveřejňoval zpočátku časopisecky (Národnie noviny, Slovenské pohľady, Slovenský deník, Národný deník a jiné). Psal humoresky, črty, eseje, novely, a až později se věnoval psaní románů. Své nejlepší romány napsal ve 20. letech 20. století. V té době se věnoval hlavně próze s historickou tematikou. Vliv na jeho tvorbu měli nejen ruští realističtí autoři, ale také francouzský naturalista Émile Zola. Studium historie ho přesvědčilo, že člověk se v podstatě nemění, ale společenský vývoj jej neustále předbíhá. Jako lékař se na člověka díval skepticky, ale i navzdory tomu je v jeho díle přece jen člověk-jednotlivec nositelem progresivních hodnot pokroku a vynikající nad všeobecnou úroveň prostředí humanizmem, vzděláním nebo státnickými schopnostmi.

## Dílo
- 1897 Pomsta, povídka (vyšlo ve slovenských Národních novinách)
- 1889 Výhody spoločenského života, novela
- 1922 Wieniawského legenda
- 1923 Adam Šangala, román
- 1925 Krpčeky sv. Floriána, drama
- 1925 Mia, drama
- 1925 Kuruci, novela
- 1926 Magister rytier Donč, novela
- 1926 Horymír, novela
- 1928 Svätopluk, román
- 1930 Cesta životom, autobiografické dílo
- 1931 Itália, sbírka novel
- 1931 Kozinský mlyn
- 1932 Alina Orságová, román
- 1934 Medzi nimi, sbírka novel
- 1937 S duchom času, román